# Calisto delos
Calisto delos är en fjärilsart som beskrevs av Bates 1935. Calisto delos ingår i släktet Calisto och familjen praktfjärilar. Inga underarter finns listade i Catalogue of Life.